# Daniele Santarelli

2023 new head coach of Team Turkiye
Daniele Santarelli est un entraîneur italien de volley-ball né le 8 juin 1981 à Foligno.
Son épouse est la volleyeuse Monica De Gennaro. Ils se sont mariés le 24 juin 2017.

## Palmarès

### Clubs
Championnat d'Italie:
- 2018, 2019, 2021, 2022

Ligue des Champions:
- 2021
- 2019, 2022
- 2018

Supercoupe d'Italie:
- 2018, 2019, 2020, 2021

Championnat du Monde des Clubs:
- 2019
- 2021

Coupe d'Italie:
- 2020, 2021, 2022

### Équipe nationale
Ligue Européenne:
- 2021

Ligue des Nations:
- 2022